# エヴァンズ・リヴィア

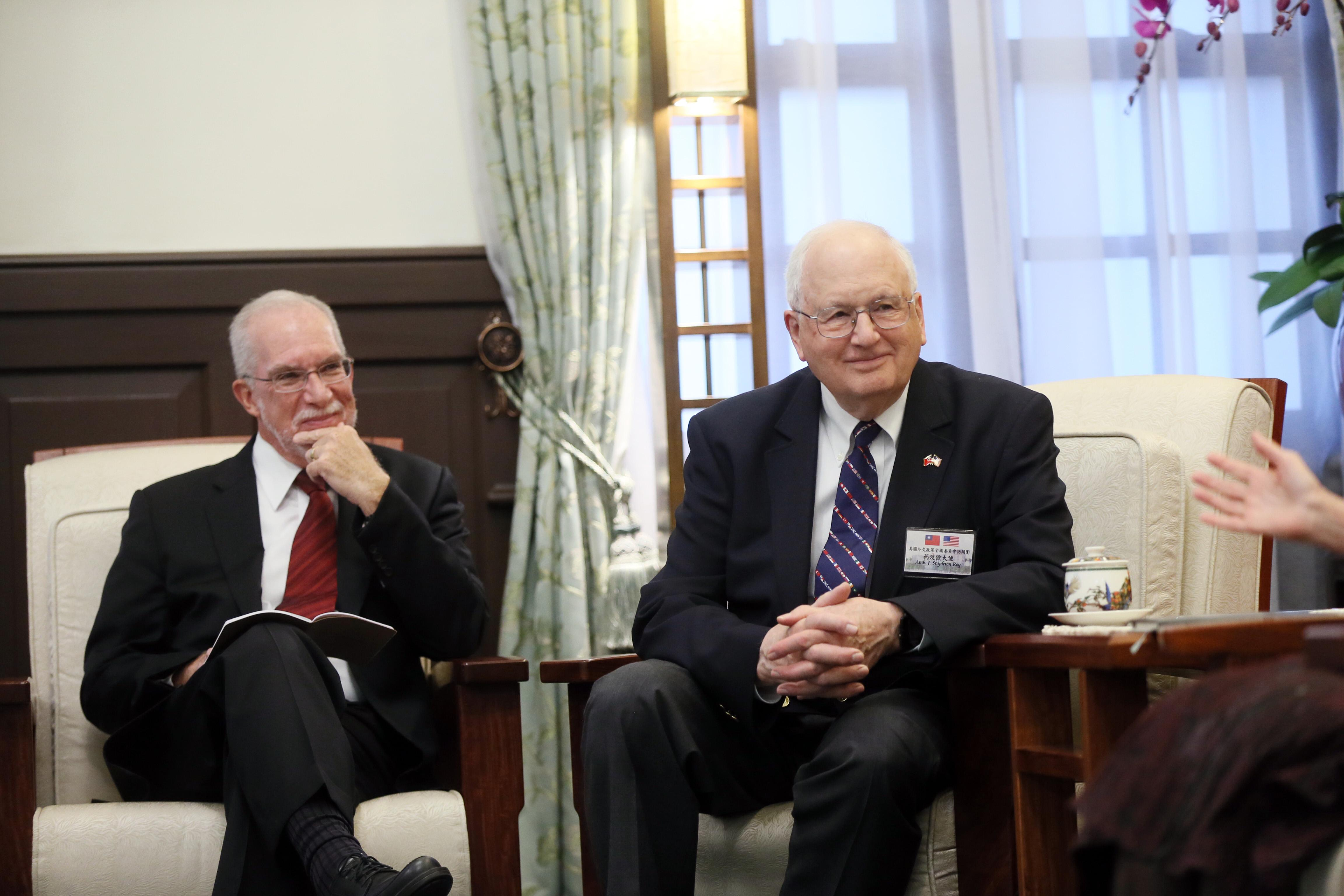
リヴィア（左）

エヴァンズ・J・R・リヴィア（Evans J. R. Revere）は、アメリカ合衆国の外交官。アメリカの日中韓に対する外交・経済・セキュリティ政策に関する専門家。

## 生涯
ニューヨーク州ニューヨークのブルックリン区において誕生。プリンストン大学で東アジア研究を学び優等で卒業。1969年から1972年までアメリカ空軍に下士官として勤務。
国務省にて35年間勤務。福岡領事館、東京大使館、北京大使館、ウェリントン大使館、米国在台湾協会などに赴任し、また国務次官補（ラテンアメリカ担当）事務補佐官、国務次官（政治担当）特別補佐官を歴任。
1998年から2000年まで国務省朝鮮部長。2000年から2003年まで駐韓首席公使。2003年から2004年まで国務省日本部長。2004年から2005年まで首席国務次官補代理（東アジア・太平洋担当）。2005年から2007年まで外交問題評議会サイラス・ヴァンス外交学フェロー。2007年から2010年までコリア・ソサエティー会長。
2011年12月15日に朝鮮民主主義人民共和国の政府高官と接触した際、人工衛星を発射することは自国の権利と力説されたことを受け、北朝鮮が近いうちにミサイルを発射するのは間違いないとの確信を得たと証言している。当時の最高指導者だった金正日はその数日後に世を去ったが、後継者の金正恩にはその決定を覆す権限はないともみている。

## 人となり
英語のほか日本語、韓国語、中国語にも通じている。